# Elezioni parlamentari in Argentina del 2013
Le elezioni parlamentari in Argentina del 2013 si sono tenute il 27 ottobre.

## Risultati
| Liste                                                                                           | Voti       | %     | Seggi |
| ----------------------------------------------------------------------------------------------- | ---------- | ----- | ----- |
| Fronte per la Vittoria - Partito Giustizialista                                                 | 7.487.839  | 33,15 | 132   |
| Fronte Ampio Progressista - Unione Civica Radicale - Partito Socialista - Coalizione Civica ARI | 4.829.679  | 21,38 | 54    |
| Fronte Rinnovatore                                                                              | 3.847.716  | 17,03 | 19    |
| Proposta Repubblicana                                                                           | 2.033.459  | 9,00  | 18    |
| Fronte di Sinistra e dei Lavoratori                                                             | 1.154.657  | 5,11  | 3     |
| Fronte Ampio UNEN                                                                               | 581.096    | 2,57  | 7     |
| Unione per Cordoba                                                                              | 515.848    | 2,28  | 3     |
| Uniti per la Libertà e il Lavoro                                                                | 469.336    | 2,08  | 3     |
| Movimento Popolare Nequino                                                                      | 132.217    | 0,59  | 3     |
| Altri                                                                                           | 1.538.380  | 6,81  | 15    |
| Totale                                                                                          | 22.590.227 |       | 127   |